# Chi Vải
Chi Vải (danh pháp khoa học: Litchi) là chi thực vật có hoa thuộc họ Sapindaceae được nhà thực vật Sonn. mô tả khoa học lần đầu năm 1782.

## Các loài
- Litchi chinensis Sonn.
  - Litchi chinensis var. euspontanea H.H.Hsue
  - Litchi chinensis subsp. javensis Leenh.
  - Litchi chinensis subsp. philippinensis (Radlk.) Leenh.
- Litchi litchi Britton
- Litchi philippinensis Radlk. ex Whitford
- Litchi sinensis J.F.Gmel.

## Danh pháp đồng nghĩa
- Euphoria Comm. ex Juss.